# 胡山尾龙属
胡山尾龙（属名：Khulsanurus，意为“胡山的尾巴”）是一属已灭绝的阿尔瓦雷斯龙科恐龙，化石出自蒙古戈壁沙漠胡山地区（Khulsan Locality）的西戈约特组，模式种兼唯一种是美丽胡山尾龙（Khulsanurus magnificus）。

## 叙述
正模标本含部分椎系列、肩胛鸟喙骨、肱骨及耻骨，其自衍征包括无骨骺的侧凹型颈椎、尾椎上突出的下后关节突窝及向前突出的前关节突。

## 分类
阿韦里亚诺夫和洛帕丁（2021年）的支序分析将本属归入单爪龙、鸟面龙、游光爪龙和西峡爪龙形成的多分支中。